# Atlantic (Iowa)
Pour les articles homonymes, voir Atlantic.
La ville américaine d’Atlantic est le siège du comté de Cass, dans l’État de l’Iowa. Elle comptait 7 112 habitants lors du recensement de 2010.

## Source
- (en) Cet article est partiellement ou en totalité issu de l’article de Wikipédia en anglais intitulé « Atlantic, Iowa » (voir la liste des auteurs).